# Aleksandr Kolomeytsev
Bản mẫu:Eastern Slavic name
Aleksandr Vladimirovich Kolomeytsev (tiếng Nga: Александр Владимирович Коломейцев; sinh ngày 21 tháng 2 năm 1989) là một cầu thủ bóng đá người Nga thi đấu ở vị trí tiền vệ trung tâm cho Lokomotiv Moskva.

## Danh hiệu

### Câu lạc bộ
Lokomotiv Moskva
- Giải bóng đá ngoại hạng Nga: 2017–18
- Cúp quốc gia Nga: 2016–17

## Thống kê sự nghiệp

### Câu lạc bộ
Tính đến 13 tháng 5 năm 2018
| Câu lạc bộ                  | Mùa giải             | Giải vô địch                | Giải vô địch | Giải vô địch | Cúp     | Cúp       | Châu lục | Châu lục  | Khác    | Khác      | Tổng cộng | Tổng cộng |
| Câu lạc bộ                  | Mùa giải             | Hạng đấu                    | Số trận      | Bàn thắng    | Số trận | Bàn thắng | Số trận  | Bàn thắng | Số trận | Bàn thắng | Số trận   | Bàn thắng |
| --------------------------- | -------------------- | --------------------------- | ------------ | ------------ | ------- | --------- | -------- | --------- | ------- | --------- | --------- | --------- |
| F.K. Torpedo Moskva         | 2006                 | Giải bóng đá ngoại hạng Nga | 0            | 0            | 0       | 0         | –        | –         | –       | –         | 0         | 0         |
| F.K. Spartak-2-2 Moskva     | 2007                 | Amateur                     | –            | –            | –       | –         | –        | –         | –       | –         | –         | –         |
| F.K. Torpedo Moskva         | 2008                 | FNL                         | 31           | 1            | 0       | 0         | –        | –         | –       | –         | 31        | 1         |
| F.K. Torpedo Moskva         | Tổng cộng (2 spells) | Tổng cộng (2 spells)        | 31           | 1            | 0       | 0         | 0        | 0         | 0       | 0         | 31        | 1         |
| F.K. Sportakademklub Moskva | 2009                 | PFL                         | 13           | 4            | 0       | 0         | –        | –         | –       | –         | 13        | 4         |
| F.K. Amkar Perm             | 2010                 | Giải bóng đá ngoại hạng Nga | 19           | 1            | 1       | 0         | –        | –         | –       | –         | 20        | 1         |
| F.K. Amkar Perm             | 2011–12              | Giải bóng đá ngoại hạng Nga | 42           | 2            | 3       | 1         | –        | –         | –       | –         | 45        | 3         |
| F.K. Amkar Perm             | 2012–13              | Giải bóng đá ngoại hạng Nga | 25           | 2            | 1       | 0         | –        | –         | –       | –         | 26        | 2         |
| F.K. Amkar Perm             | 2013–14              | Giải bóng đá ngoại hạng Nga | 24           | 1            | 1       | 0         | –        | –         | –       | –         | 25        | 1         |
| F.K. Amkar Perm             | 2014–15              | Giải bóng đá ngoại hạng Nga | 28           | 3            | 1       | 0         | –        | –         | –       | –         | 29        | 3         |
| F.K. Amkar Perm             | Tổng cộng            | Tổng cộng                   | 138          | 9            | 7       | 1         | 0        | 0         | 0       | 0         | 145       | 10        |
| F.K. Lokomotiv Moskva       | 2015–16              | Giải bóng đá ngoại hạng Nga | 28           | 3            | 2       | 0         | 7        | 0         | 1       | 0         | 38        | 3         |
| F.K. Lokomotiv Moskva       | 2016–17              | Giải bóng đá ngoại hạng Nga | 19           | 2            | 3       | 0         | –        | –         | –       | –         | 22        | 2         |
| F.K. Lokomotiv Moskva       | 2017–18              | Giải bóng đá ngoại hạng Nga | 19           | 1            | 1       | 0         | 8        | 0         | 1       | 0         | 29        | 1         |
| F.K. Lokomotiv Moskva       | Tổng cộng            | Tổng cộng                   | 66           | 6            | 6       | 0         | 15       | 0         | 2       | 0         | 89        | 6         |
| Tổng cộng sự nghiệp         | Tổng cộng sự nghiệp  | Tổng cộng sự nghiệp         | 248          | 20           | 13      | 1         | 15       | 0         | 2       | 0         | 278       | 21        |